# Cipaku (Darmaraja)
Cipaku is een bestuurslaag in het regentschap Sumedang van de provincie West-Java, Indonesië. Cipaku telt 1659 inwoners (volkstelling 2010).